# Dmitry Kajumov
Dmitry Kajumov (russisch Дмитрий Дмитриевич Каюмов; * 28. Februar 1949 in Taschkent; † 2021) war ein usbekischer Schachspieler.
Fünfmal spielte er für die Usbekische SSR bei den sowjetischen Mannschaftsmeisterschaften (1975 bis 1983, 1991). Außerdem nahm er zweimal an den asiatischen Mannschaftsmeisterschaften (1993 und 1999) teil.
Bei der usbekischen Einzelmeisterschaft 1993 wurde er geteilter Zweiter mit Tahir Vakhidov und Raset Ziatdinov.
Im Jahre 1993 wurde ihm der Titel Internationaler Meister (IM) verliehen. Der Großmeister-Titel (GM) wurde ihm 2003 verliehen. Seine höchste Elo-Zahl war 2505 im Januar 2003.
Sein Sohn Sergey (* 1981) ist auch ein Großmeister.
| Hier fehlt eine Grafik, die leider im Moment aus technischen Gründen nicht angezeigt werden kann. Wir arbeiten daran! |